# Rolstoelsport
Onder de noemer rolstoelsport vallen de sporten uit de gehandicaptensport die gespeeld worden vanuit een rolstoel. Dat betekent dat niet alle sporten die door rolstoelers beoefend worden, ook rolstoelsporten zijn. Zo wordt bijvoorbeeld de sport zitvolleybal gespeeld door mensen die een beperking aan hun onderlichaam hebben, maar dit gebeurt niet vanuit de rolstoel.
Hieronder een overzicht van alle rolstoelsporten:
- Rolstoelhandbal
- Rolstoeltennis
- Rolstoelbasketbal
- Quad Rugby (Rolstoelrugby)
- Rolstoelhockey
- Rolstoelbadminton
- Rolstoeldans
- Wheelen
- Rolstoelvoetbal
- Daarnaast wordt ook tafeltennis vanuit de rolstoel gespeeld.
- De sport handbiken kun je eventueel ook in deze categorie plaatsen.
- Lange afstand rolstoeltochten kunnen ook in deze categorie geplaatst worden (zie Christiaan Mensinga)